# Предраг Марковић (политичар)
Предраг Марковић (Чепуре, 7. децембар 1955) српски је политичар, књижевник и новинар.

## Биографија
Основну школу и гимназију завршио је у Параћину. Студирао је новинарство на Факултету политичких наука Универзитета у Београду али није дипломирао. Изучавао је историју и културу у Мадриду и Барселони.
Уређивао је листове (Студент, Књижевна реч и Време), часописе (Видици, Књижевност) и библиотеке (Пегаз, Aioampoc Retrospective). Основао је издавачку кућу Стубови културе чији је власник био све до 2013. године када је престала да постоји.
Уредио је више од хиљаду књига из области књижевности, историје, права и економије. Бавио се питањима српске књижевности 20. века, упоредним темама шпанске књижевности и историјом политичких идеја деветнаестог и 20. века.
Оснивач је и други председник експертске мреже Г17, а од оснивања странке потпредседник Г17+.
У марту 2004. године постао је председник Народне скупштине Републике Србије. Маја месеца 2006. напустио је место потпредседника Г17 плус. Изабран је за почасног председника странке Г17 плус. Био је кандидат на листи „За европску Србију” на парламентарним изборима 2008. године.
У реконструисаној влади Мирка Цветковића 2011. године ушао је испред Г17+ на месту министра културе. Након те функције напушта бављење политиком 2013. године. На локалним изборима 2017. године био је носилац листе Покрета обнове Краљевине Србије али не и члан те партије.
Члан је Крунског савета принца Александра Карађорђевића од 2002. године. Марковић је сарадник и почасни члан Урбаног књижевног круга (Канада).

## Одликовања
- Орден Карађорђеве звезде, Командир (Краљевски дом Карађорђевића).[4]
- Орден Белог орла, Велики крст (Краљевски дом Карађорђевића).[5]

## Дела
- „Л‘имун. Исцеђен” (1982)
- „Морали би доћи насмејани лавови” (1983)
- „Отменост душе” (1989)
- „Заводник ништавила” (2017)
- „Ковчег комедијант” (2018)
- „Давид против Отужног Злодуха” (2020)[6]